# Temporada 1972 de la NFL
La Temporada 1972 de la NFL fue la 53.ª en la historia de la NFL. Miami Dolphins se convirtió en el primer (y hasta la fecha el único) equipo de la NFL en terminar una temporada invicta y sin empates cuando vencieron a los Washington Redskins, en el Super Bowl VII celebrado en L.A. Memorial, Los Ángeles, California el 14 de enero de 1973 por 14 a 7.
Los Kansas City Chiefs se mudaron a su nueva casa, el Arrowhead Stadium ubicado en el Truman Sports Complex y se convirtió en el duodécimo equipo (de 26) en jugar sus partidos de local en Césped artificial

## Carrera Divisional
Desde 1970 hasta el 2001, a excepción de la temporada acortada por la huelga de 1982, había tres divisiones (Este, Central y Oeste) en cada conferencia. Los ganadores de cada división, y un cuarto equipo "comodín" se clasificaban para los playoffs. Las reglas de desempate se basaron en enfrentamientos directos, seguido de los registros de división, los registros de oponentes comunes, y juego de conferencia.

### Conferencia Nacional
| Semana | Este       |        | Central    |        | Oeste         |       | WildCard  |        |
| ------ | ---------- | ------ | ---------- | ------ | ------------- | ----- | --------- | ------ |
| 1      | 3 equipos  | 1-0-0  | 2 equipos  | 1-0-0  | 3 equipos     | 1-0-0 | 5 equipos | 1-0-0  |
| 2      | 2 equipos  | 2-0-0  | Minnesota  | 1-1-0  | Los Angeles   | 1-0-1 | 2 equipos | 2-0-0  |
| 3      | Washington | 2-1-0  | 2 equipos  | 2-1-0  | 2 equipos     | 2-1-0 | 3 equipos | 2-1-0  |
| 4      | Washington | 3-1-0  | Detroit*   | 3-1-0  | Los Angeles   | 2-1-1 | 2 teams   | 3-1-0  |
| 5      | Washington | 4-1-0  | Green Bay  | 4-1-0  | Los Angeles   | 3-1-1 | Dallas    | 4-1-0  |
| 6      | Washington | 5-1-0  | Green Bay* | 4-2-0  | Los Angeles   | 4-1-1 | 4 equipos | 4-2-0  |
| 7      | Washington | 6-1-0  | Green Bay* | 4-3-0  | Los Angeles   | 4-2-1 | Dallas    | 5-2-0  |
| 8      | Washington | 7-1-0  | Green Bay* | 5-3-0  | Los Angeles   | 5-2-1 | Dallas    | 6-2-0  |
| 9      | Washington | 8-1-0  | Green Bay  | 6-3-0  | Los Angeles   | 5-3-1 | Dallas    | 7-2-0  |
| 10     | Washington | 9-1-0  | Green Bay  | 7-3-0  | Los Angeles*  | 5-4-1 | Dallas    | 8-2-0  |
| 11     | Washington | 10-1-0 | Green Bay* | 7-4-0  | San Francisco | 6-4-1 | Dallas    | 8-3-0  |
| 12     | Washington | 11-1-0 | Green Bay  | 8-4-0  | Atlanta       | 7-5-0 | Dallas    | 9-3-0  |
| 13     | Washington | 11-2-0 | Green Bay  | 9-4-0  | San Francisco | 7-5-1 | Dallas    | 10-3-0 |
| 14     | Washington | 11-3-0 | Green Bay  | 10-4-0 | San Francisco | 8-5-1 | Dallas    | 10-4-0 |

### Conferencia Americana
| Semana | Este      |        | Central     |        | Oeste       |        | WildCard    |        |
| ------ | --------- | ------ | ----------- | ------ | ----------- | ------ | ----------- | ------ |
| 1      | 2 equipos | 1-0-0  | 2 equipos   | 1-0-0  | Denver      | 1-0-0  | 2 equipos   | 1-0-0  |
| 2      | 2 equipos | 2-0-0  | Cincinnati  | 2-0-0  | 4 equipos   | 1-1-0  | 2 equipos   | 2-0-0  |
| 3      | Miami     | 3-0-0  | Cleveland   | 2-1-0  | Kansas City | 2-1-0  | 4 equipos   | 2-1-0  |
| 4      | Miami     | 4-0-0  | Cincinnati  | 3-1-0  | Kansas City | 3-1-0  | San Diego*  | 2-1-1  |
| 5      | Miami     | 5-0-0  | Cincinnati  | 4-1-0  | Oakland     | 3-1-1  | N.Y. Jets*  | 3-2-0  |
| 6      | Miami     | 6-0-0  | Cincinnati* | 4-2-0  | Oakland     | 3-2-1  | Pittsburgh* | 4-2-0  |
| 7      | Miami     | 7-0-0  | Cincinnati* | 5-2-0  | Oakland     | 4-2-1  | Pittsburgh* | 5-2-0  |
| 8      | Miami     | 8-0-0  | Pittsburgh  | 6-2-0  | Kansas City | 5-3-0  | Cleveland*  | 5-3-0  |
| 9      | Miami     | 9-0-0  | Pittsburgh  | 7-2-0  | Oakland     | 5-3-1  | Cleveland*  | 6-3-0  |
| 10     | Miami     | 10-0-0 | Cleveland   | 7-3-0  | Oakland     | 6-3-1  | Pittsburgh  | 7-3-0  |
| 11     | Miami     | 11-0-0 | Cleveland   | 8-3-0  | Oakland     | 7-3-1  | Pittsburgh  | 8-3-0  |
| 12     | Miami     | 12-0-0 | Pittsburgh  | 9-3-0  | Oakland     | 8-3-1  | Cleveland   | 8-4-0  |
| 13     | Miami     | 13-0-0 | Pittsburgh  | 10-3-0 | Oakland     | 9-3-1  | Cleveland   | 9-4-0  |
| 14     | Miami     | 14-0-0 | Pittsburgh  | 11-3-0 | Oakland     | 10-3-1 | Cleveland   | 10-4-0 |

## Temporada regular
V = Victorias, D = Derrotas, E = Empates, CTE = Cociente de victorias [V+(E/2)]/(V+D+E), PF= Puntos a favor, PC = Puntos en contra
| Clasificado para los playoffs |

| Miami Dolphins(1)    | 14 | 0  | 0 | 1.000 | 385 | 171 |
| New York Jets        | 7  | 7  | 0 | .500  | 367 | 324 |
| Baltimore Colts      | 5  | 9  | 0 | .357  | 235 | 252 |
| Buffalo Bills        | 4  | 9  | 1 | .321  | 257 | 377 |
| New England Patriots | 3  | 11 | 0 | .214  | 192 | 446 |

| Pittsburgh Steelers(2) | 11 | 3  | 0 | .786 | 343 | 175 |
| Cleveland Browns(4)    | 10 | 4  | 0 | .714 | 268 | 249 |
| Cincinnati Bengals     | 8  | 6  | 0 | .571 | 299 | 229 |
| Houston Oilers         | 1  | 13 | 0 | .071 | 164 | 380 |

| Oakland Raiders(3) | 10 | 3 | 1 | .750 | 365 | 248 |
| Kansas City Chiefs | 8  | 6 | 0 | .571 | 287 | 254 |
| Denver Broncos     | 5  | 9 | 0 | .357 | 325 | 350 |
| San Diego Chargers | 4  | 9 | 1 | .321 | 264 | 344 |

| Washington Redskins(1) | 11 | 3  | 0 | .786 | 336 | 218 |
| Dallas Cowboys(4)      | 10 | 4  | 0 | .714 | 319 | 240 |
| New York Giants        | 8  | 6  | 0 | .571 | 331 | 247 |
| St. Louis Cardinals    | 4  | 9  | 1 | .321 | 193 | 303 |
| Philadelphia Eagles    | 2  | 11 | 1 | .179 | 145 | 352 |

| Green Bay Packers(2) | 10 | 4 | 0 | .714 | 304 | 226 |
| Detroit Lions        | 8  | 5 | 1 | .607 | 339 | 290 |
| Minnesota Vikings    | 7  | 7 | 0 | .500 | 301 | 252 |
| Chicago Bears        | 4  | 9 | 1 | .321 | 225 | 275 |

| San Francisco 49ers(3) | 8 | 5  | 1 | .607 | 353 | 249 |
| Atlanta Falcons        | 7 | 7  | 0 | .500 | 269 | 274 |
| Los Angeles Rams       | 6 | 7  | 1 | .464 | 291 | 286 |
| New Orleans Saints     | 2 | 11 | 1 | .179 | 215 | 361 |

## Postemporada
Nota: Antes de la temporada 1975, las localías en los playoffs se decidían sobre la base de una rotación anual.
|  | Ronda Divisional                 | Ronda Divisional             | Ronda Divisional             |                                  |           | Finales de Conferencia | Finales de Conferencia    | Finales de Conferencia    |                           |                | Super Bowl     | Super Bowl     | Super Bowl |  |  |
|  |                                  |                              |                              |                                  |           |                        |                           |                           |                           |                |                |                |            |  |  |
|  |                                  |                              |                              |                                  |           |                        |                           |                           |                           |                |                |                |            |  |  |
|  | 24 de Dic – Miami Orange Bowl    |                              |                              |                                  |           |                        |                           |                           |                           |                |                |                |            |  |  |
|  | 4                                | Cleveland                    | 14                           |                                  |           |                        |                           |                           |                           |                |                |                |            |  |  |
|  | 4                                | Cleveland                    | 14                           | 31 de Dic - Three Rivers Stadium |           |                        |                           |                           |                           |                |                |                |            |  |  |
|  | 1                                | Miami                        | 20                           |                                  |           |                        |                           |                           |                           |                |                |                |            |  |  |
|  | 1                                | Miami                        | 20                           |                                  | 1         | Miami                  | 21                        |                           |                           |                |                |                |            |  |  |
|  | 23 de Dic - Three Rivers Stadium |                              |                              |                                  | 1         | Miami                  | 21                        |                           |                           |                |                |                |            |  |  |
|  |                                  | 2                            | Pittsburgh                   | 17                               |           |                        |                           |                           |                           |                |                |                |            |  |  |
|  | 3                                | 2                            | Pittsburgh                   | 17                               | Oakland   | 7                      |                           |                           |                           |                |                |                |            |  |  |
|  | 3                                | Campeonato de la AFC         |                              |                                  | Oakland   | 7                      |                           |                           |                           |                |                |                |            |  |  |
|  | 1                                | Pittsburgh                   | 13                           |                                  |           |                        | 14 de Ene - L.A. Coliseum | 14 de Ene - L.A. Coliseum | 14 de Ene - L.A. Coliseum |                |                |                |            |  |  |
|  | 1                                | Pittsburgh                   | 13                           |                                  |           |                        | 14 de Ene - L.A. Coliseum | 14 de Ene - L.A. Coliseum | 14 de Ene - L.A. Coliseum |                |                |                |            |  |  |
|  |                                  |                              |                              |                                  |           |                        |                           |                           |                           | A1             | Miami          | 14             |            |  |  |
|  | 23 de Dic – Candlestick Park     | 23 de Dic – Candlestick Park | 23 de Dic – Candlestick Park |                                  |           |                        |                           |                           |                           | N1             | Washington     | 7              |            |  |  |
|  | 4                                | Dallas                       | 30                           |                                  |           |                        |                           |                           |                           | Super Bowl VII | Super Bowl VII | Super Bowl VII |            |  |  |
|  | 4                                | Dallas                       | 30                           | 31 de Dic - RFK Stadium          |           |                        |                           |                           |                           | Super Bowl VII | Super Bowl VII | Super Bowl VII |            |  |  |
|  | 3                                | San Francisco                | 28                           |                                  |           |                        |                           |                           |                           |                |                |                |            |  |  |
|  | 3                                | San Francisco                | 28                           |                                  | 4         | Dallas                 | 3                         |                           |                           |                |                |                |            |  |  |
|  | 24 de Dic – RFK Stadium          |                              |                              |                                  | 4         | Dallas                 | 3                         |                           |                           |                |                |                |            |  |  |
|  |                                  | 1                            | Washington                   | 29                               |           |                        |                           |                           |                           |                |                |                |            |  |  |
|  | 2                                | 1                            | Washington                   | 29                               | Green Bay | 3                      |                           |                           |                           |                |                |                |            |  |  |
|  | 2                                | Campeonato de la NFC         |                              |                                  | Green Bay | 3                      |                           |                           |                           |                |                |                |            |  |  |
|  | 1                                | Washington                   | 16                           |                                  |           |                        |                           |                           |                           |                |                |                |            |  |  |
|  | 1                                | Washington                   | 16                           |                                  |           |                        |                           |                           |                           |                |                |                |            |  |  |

La letra negrita indica el equipo ganador.

## Premios anuales
Al final de temporada se entregan diferentes premios reconociendo el valor del jugador durante la temporada entera.
| Premio                     | Ganador         | Posición         | Equipo              |
| -------------------------- | --------------- | ---------------- | ------------------- |
| Jugador más valioso        | Larry Brown     | Running back     | Washington Redskins |
| Jugador ofensivo del año   | Larry Brown     | Running back     | Washington Redskins |
| Jugador defensivo del año  | Joe Greene      | Defensive tackle | Pittsburgh Steelers |
| Entrenador del año         | Don Shula       | Head Coach       | Miami Dolphins      |
| Novato ofensivo del año    | Franco Harris   | Fullback         | Pittsburgh Steelers |
| Novato defensivo del año   | Willie Buchanon | Cornerback       | Green Bay Packers   |
| Regreso del año            | Earl Morrall    | Quarterback      | Miami Dolphins      |
| Hombre del Año             | Willie Lanier   | Linebacker       | Kansas City Chiefs  |
| Jugador más valioso del SB | Jake Scott      | Safety           | Miami Dolphins      |